# Діброва (Поліський район)
Діброва (колишня назва Кабани, Кагановичі, Кагановичі Другі, Дуброва) — колишнє село в Україні, яке було відселено через наслідки аварії на ЧАЕС і зняте з обліку 1999 року через відсутність населення.
Підпорядковувалося Поліському району Київської області. Була середня школа, клуб, бібліотека та лікарня. У 1980-х мешкало близько 1 200 громадян (станом на 1971 рік — 1266 осіб, 1989 рік — 1088 осіб). Було 3,4 тис. га сільськогосподарських угідь, у тому числі 1,7 тис. га орних земель. Працював цегельний завод. Село було центром сільської ради та єдиним населеним пунктом, підпорядкованим їй. Через високе радіаційне забруднення мешканців села у 1992 році було переселено до села Корніївка (Броварський район).
Після Чорнобильської катастрофи село увійшло до 30-кілометрової зони відчуження.
Знаходилося на березі річки Осовська, була прокладена система меліоративних каналів, поруч знаходяться озера Будне і Огороди.
Частина території села згоріла під час лісових пожеж у 2020 році.
З лютого по квітень 2022 року село було окуповане російськими військами внаслідок вторгнення 2022 року.

## Відомі люди
- Каганович Лазар Мойсейович — радянський партійний та державний діяч, був Генеральним секретарем ЦК КП(б)У.